# Antimacrosiphon bullacaudatum
Antimacrosiphon bullacaudatum (лат.) — вид тлей, единственный в составе рода Antimacrosiphon из подсемейства Aphidinae. Эндемики Китая.

## Описание
Мелкие насекомые, длина 2,2 мм. При жизни окраска не зарегистрирована, вероятно, бледная с тёмными трубочками.
Ассоциированы с растениями рода Phyllanthus emblica (индийский крыжовник или эмблик) в Юньнани, Китай. Вид был впервые описан в 1998 году по типовым материалам из Китая и выделен в отдельный монотипический род Antimacrosiphum, имеющий сильное сходство с Sitobion  и, возможно, не оправдывающий отдельного родового статуса.
- Antimacrosiphon  Zhang, 1998
  - Antimacrosiphon bullacaudatum Zhang & Qiao, 1998